# Página/12

Página/12 is een dagblad dat in de Argentijnse hoofdstad Buenos Aires wordt uitgegeven en op 26 mei 1987 door journalist Jorge Lanata werd opgericht. Het heeft een oplage van ongeveer 20.000. Volgens de oprichter is het geïnspireerd door het Franse dagblad Libération.